# Acropora spicifera
Acropora spicifera är en korallart som först beskrevs av James Dwight Dana 1846.  Acropora spicifera ingår i släktet Acropora och familjen Acroporidae. IUCN kategoriserar arten globalt som sårbar. Inga underarter finns listade i Catalogue of Life.